# خيوس فان دير مولين

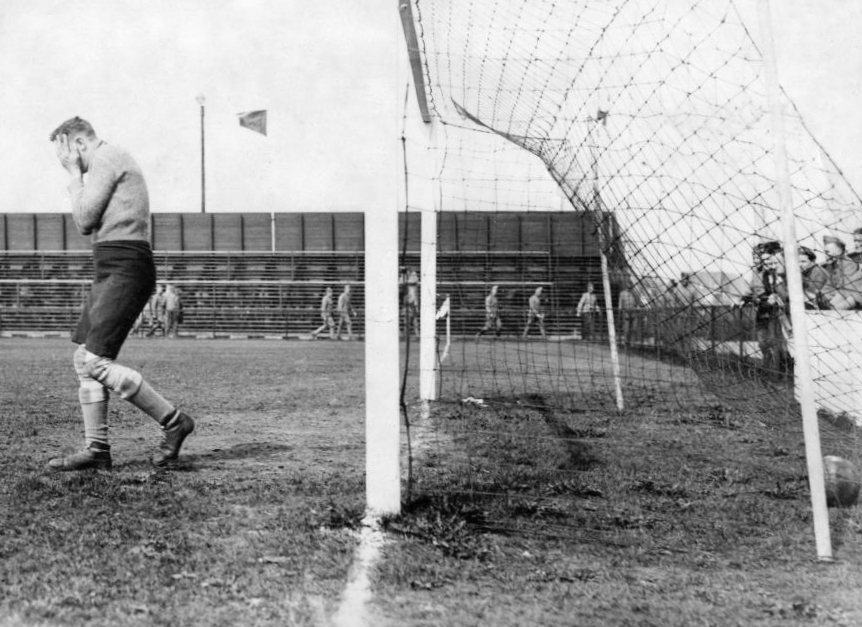

أخيوس يم فان دير مولين (بالهولندية: Gejus van der Meulen)‏ (23 يناير 1903 - 10 يوليو 1972) لاعب كرة قدم هولندي راحل كان يجيد اللعب في خط حراسة المرمى.
لعب طوال مسيرته الرياضية في نادي هارلم (1922-1935).
مثل منتخب هولندا في 54 مباراة (1924-1934). شارك مع منتخب هولندا في بطولة كأس العالم 1934 في إيطاليا حيث خرج من الدور الثمن النهائي.

## وصلات خارجية
- خيوس فان دير مولين على موقع الاتحاد الدولي (مؤرشف)  (الإنجليزية)
- خيوس فان دير مولين على موقع قاعدة بيانات كرة القدم.إي يو (الإنجليزية)
- خيوس فان دير مولين على موقع ناشيونال فوتبول تيمز (الإنجليزية)
- خيوس فان دير مولين على موقع Soccerway.com (الإنجليزية)
- خيوس فان دير مولين على موقع عالم كرة القدم.نت (الإنجليزية)
- خيوس فان دير مولين على موقع أوليمبيديا (الإنجليزية)

- هذا سيرة ذاتية